# 唐岳
唐岳（1963年6月—），湖南东安人，汉族，中国共产党党员。中华人民共和国政治人物、第十三届全国人民代表大会湖南地区代表。楚天科技创始人兼董事长。

## 生平
1963年6月，唐岳出生在湖南省东安县鹿马桥镇，家中还有弟弟妹妹。1984年，唐岳从湖南农业大学农机设计专业毕业。
1984年7月起，唐岳先后出任湖南省浯溪机器总厂技术员、副科长、科长、常务副厂长。1992年12月至1993年9月，唐岳出任祁阳宇雄机电有限公司副总经理。1996年10月至1999年12月，唐岳出任祁阳楚天机电公司总经理。2000年1月，唐岳在湖南省长沙市宁乡市的长沙畜牧农场一间养牛棚里建立楚天科技股份有限公司，出任公司董事长兼总经理。
2018年2月24日，当选为第十三届全国人大代表。
2021年3月27日，唐岳向母校湖南农业大学捐赠1000万元，支持学校的建设和发展。2022年2月28日，唐岳向宁乡市第一高级中学（宁乡一中）捐赠1000万元，支持学校的建设和发展。